# Pieve Tesino
Pieve Tesino är en ort och kommun i provinsen Trento i regionen Trentino-Sydtyrolen i Italien. Kommunen hade 649 invånare (2018).